# Mark Roper
Mark Roper (* 16. März 1958 in Johannesburg) ist ein südafrikanischer Film- und Fernsehregisseur und Drehbuchautor.

## Leben
Roper begann seine Tätigkeit im Filmgeschäft als Produzent und Drehbuchautor verschiedener Fernsehproduktionen ab 1982. Im folgenden Jahr gab er auch sein Regiedebüt. Zudem ist er auch seither als Regieassistent tätig. Seine eigenen Produktionen sind im Low-Budget-Bereich angesiedelt und häufig auch Direct-to-Video-Filme. Unter anderem war er Regisseur bei mehreren Produktionen von Harry Alan Towers. Gelegentlich war er auch für Fernsehserien tätig. So drehte Roper einige Folgen von Tarzan – Die Rückkehr und Conan, der Abenteurer.
1996 inszenierte er den Science-fiction-Film Shadowchaser 4, der im Original mit Orion's Key betitelt und bis auf den Hauptdarsteller Frank Zagarino nichts mit der übrigen Shadowchaser-Filmreihe zu tun hat.

## Filmografie (Auswahl)
Als Regisseur
- 1988: Midnight Forest (Dancing in the Forest)
- 1995: Human Time Bomb
- 1996: Warhead
- 1996: Shadowchaser 4 (Orion's Key)
- 1997: Operation Delta Force III: The Force is Back (Operation Delta Force III: Clear Target)
- 1997–1998: Conan, der Abenteurer (Conan, Fernsehserie)
- 1999: Operation Delta Force IV (Operation Delta Force IV: Deep Fault)
- 2000: City of Fear
- 2000: Queen’s Messenger
- 2001: Quatermain – Der Schatz der Könige (High Adventure)
- 2001: Terror im Orient Express (Death, Deceit & Destiny Aboard the Orient Express)
- 2003: Marines – Gehetzt und verraten (Marines)
- 2004: Lawinen – Der weiße Tod (Nature Unleashed: Avalanche)
- 2004: Volcano – Hölle auf Erden (Nature Unleashed: Volcano)
- 2005: Sea Wolf – Der letzte Pirat (The Sea Wolf)